# 人类简史
《人类简史：從野獸到扮演上帝》（英語：Sapiens: A Brief History of Humankind）由以色列历史学家尤瓦尔·赫拉利所著，于2011年出版。
作者讲述了人类从石器时代至21世纪的演化与发展史，并将人类历史分为四个阶段：认知革命、农业革命、人类的融合统一与科学革命。该书深受贾德·戴蒙的《枪炮、病菌与钢铁》影响。
自2011年希伯来文版出版以来，该书已被翻译为46种语言（截至2017年6月）。2014年，中文译本出版。2015年，该书获中国国家图书馆文津图书奖。 2016年，獲吳大猷科學普及著作獎翻譯類金籤獎。
该书出版后获得的评价好坏参半。部分人类学家对该书的许多观点抱有怀疑和否定的态度，而公众对本书的评价基本上是正面的。

## 概述
本书主要从自然科学特别是演化生物学的角度介绍了人类的历史。赫拉利认为生物学限定了人类活动的极限，而文化则塑造了在极限以内所发生的事情。历史学科则是对文化变迁的记录。
赫拉利在本书中，将从石器时代至今天智人的演化历史分为了四个阶段：
1. 认知革命 (约公元前70,000年，智人演化产生了想象力)
2. 农业革命 (约公元前10,000年，农业开始发展)
3. 人类的融合统一 (人类政治组织逐渐融合统一为一个“全球帝国”)
4. 科学革命 (约公元1500年至今，出现了现代科学)

### 认知革命
“智人之所以得以统治地球，是因为智人是唯一可以‘大规模地’且‘灵活地’合作的物种”，是赫拉利在《认知革命》中的最主要观点。赫拉利认为，史前智人的活动，是包括尼安德特人等其他人属物种以及大量其他的大型动物灭绝的重要原因。而智人之所以可以在大规模范围内进行灵活的合作的原因，是因为在“认知革命”之后，“智人拥有了创造及相信虚构事物和故事的能力”，这些虚构事物和故事包括了神、国家、民族、企业、钱、人权等。赫拉利在书中声称，人类所有大规模合作的系统，包括宗教、政治体制、贸易、法律制度等，都由于智人独特的对“虚构事物和故事”的认知能力而产生。 同时，赫拉利将金钱视为一种相互信任的系统，并将政治和经济系统视为或多或少与宗教类似的系统。 赫拉利认为，只有智人可以谈论他们从未见过，摸不到或闻不到的所有种类的实体，虚构事物和故事不仅使我们能够想象事物，而且使我们能够集体想象。

### 农业革命
赫拉利在本章节中的主要观点是：“尽管农业革命促进了智人人口数和小麦、牛等共同进化物种的数量的增长，但农业革命令智人及其馴化、豢养动物的生活方式及饮食变得更为单调无趣，使得绝大多数智人及豢养动物的生活质量，与智人狩猎采集社会时代相比，反而出现了恶化”。在本章及全书中，赫拉利也用了较大篇幅介绍了智人对待其他动物之冷酷。

### 人类的融合统一
这一章节的主题则是，智人在历史进程中，在政治与经济上逐渐走向融合与统一。赫拉利认为，几个世纪以来人类逐渐融合统一的主要动力，包括了资本主义的自由贸易，帝国主义对领土的扩张要求，以及普世主义思想的发展。

### 科学革命
赫拉利认为起源于欧洲的科学革命，基于当时的精英们一种创新的观点：愿意承认人类的无知，并希望通过以观察和数学为中心的科学研究，补救他们的无知、获得新的能力。这种观点同科学革命之前“世上所有重要的事情都已经为人或为神所知”的想法完全不同。承认人类的无知，成为了早期欧洲帝国主义发展和当前人类文化融合的重要驱动力。赫拉利在这一章节也论述了历史上对幸福研究的匮乏，并认为现代人不见得比过去的人更加幸福。
在全书最后部分，赫拉利展望了人类的未来。他认为，基因工程、对长生不老的科学研究、人工智能和假定型生物化学等的现代科技将有可能很快终结智人的历史。在赫拉利看来，人类已经变成了“神”：人类获得了创造物种的能力。

## 评价

### 正面评价
2011年，该书以希伯来语首次出版。2014年，该书的中文版出版。截至2017年6月，本书已有45种语言版本。该书被列入纽约时报畅销书榜，并于2015年获得了中国国家图书馆2014年度文津图书奖。2018年，英国卫报将本书列为“10年内十大‘brainy book’”之一。英国皇家生物学家协会在其2015年的图书奖中入围了这本书。

### 负面评价
- 加拿大人类学家Christopher Robert Hallpike（英语：Christopher Robert Hallpike）认为本书没有任何“对知识的重大贡献”。 Hallpike认为“...他列举的事实大体上都是正确的，但并不是新的观点；而当他自己提出新观点和新假设时，往往会出错，一些错误还十分严重”，他认为本书只能算是一本资讯娱乐出版物，为读者提供了“跨越历史全程的疯狂的知识之旅，夹杂着令人震惊的推测，并以令人毛骨悚然的对人类命运的预测结束。”   Hallpike认为，语言显然是人类文化的基础。但是哈拉里认为，不仅语言而且他所谓的“虚构故事”对于人类的崛起都至关重要。 文化是虚构的说法只是用一种反常方式来说明显而易见的事实，文化是一组共享观念，而观念本身就不能成为物质性对象。语言之所以具有革命性意义，是因为它使人类可以通过共同的思想连接在一起，成为角色和机构。 哈拉里混淆了物质的与真实，非物质与虚构。虚构的反面不是物质而是真实，虚构和真实能够都只存在于非物质的思想世界中。 [13]

- 美国进化人类学家Avi Tuschman在华盛顿邮报中认为，作者“自由思考的科学思维同他被政治正确束缚的模糊的世界观之间的矛盾导致了本书存在许多问题”，但同时认为本书“对于严肃思考、自我反思的智人们而言，是一本重要的读物”[14]。

- 英国分析哲学家Galen Strawson在英国卫报评价本书“许多内容都非常有趣、写得也不错。然而继续阅读下去之后，你会发现本书吸引人的内容逐渐被粗心大意、过度夸张、耸人听闻的内容所淹没”[15]。

- 芝加哥大学研究生John Sexton在《新亚特兰蒂斯》杂志上发表文章，认为该书“根本上没有科学的严谨性，不配获得当下该书受到的普遍赞誉及关注”[16]。